# Музей Скелястих Гір

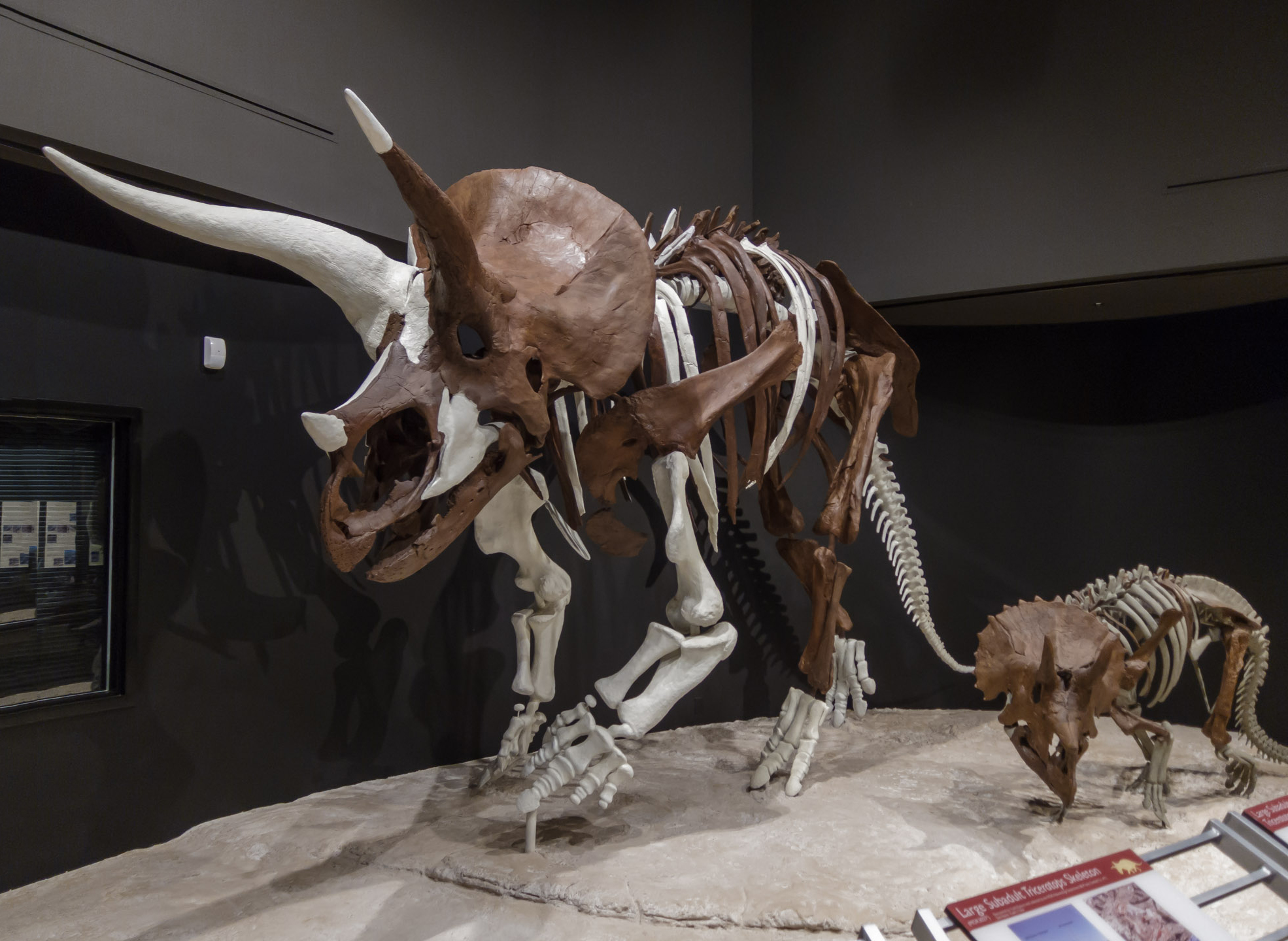
Скелет Трицератопса MOR 3027 «Йоші»

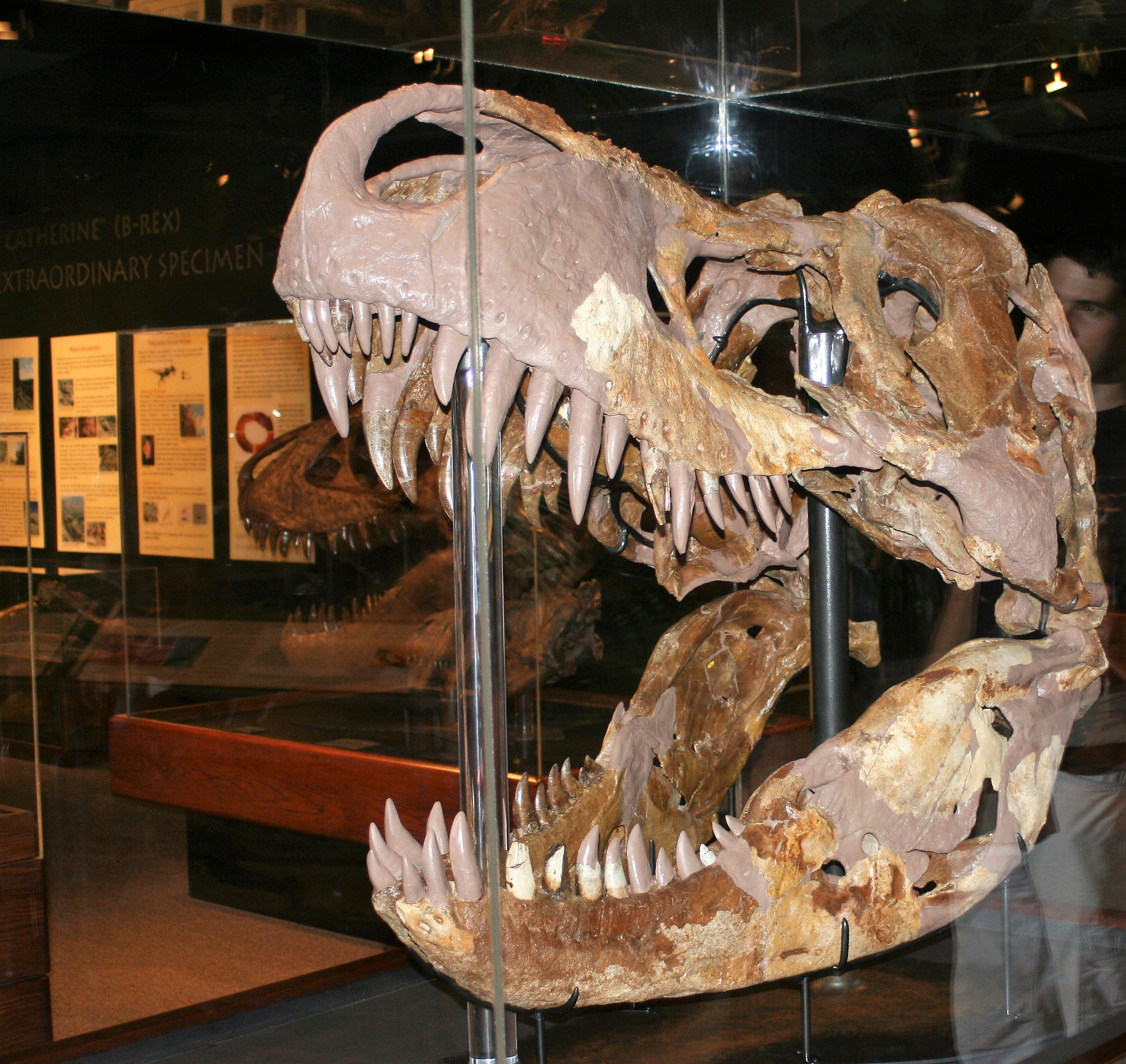
Череп Тиранозавра MOR 008

Музей Скелястих Гір англ. Museum of the Rockies — історичний і палеонтологічний музей в місті Бозмен штату Монтана. В ньому знаходиться найбільша колекція рештків динозаврів в США, також музей є офіційним сховищем скам'янілостей штату.

## Опис

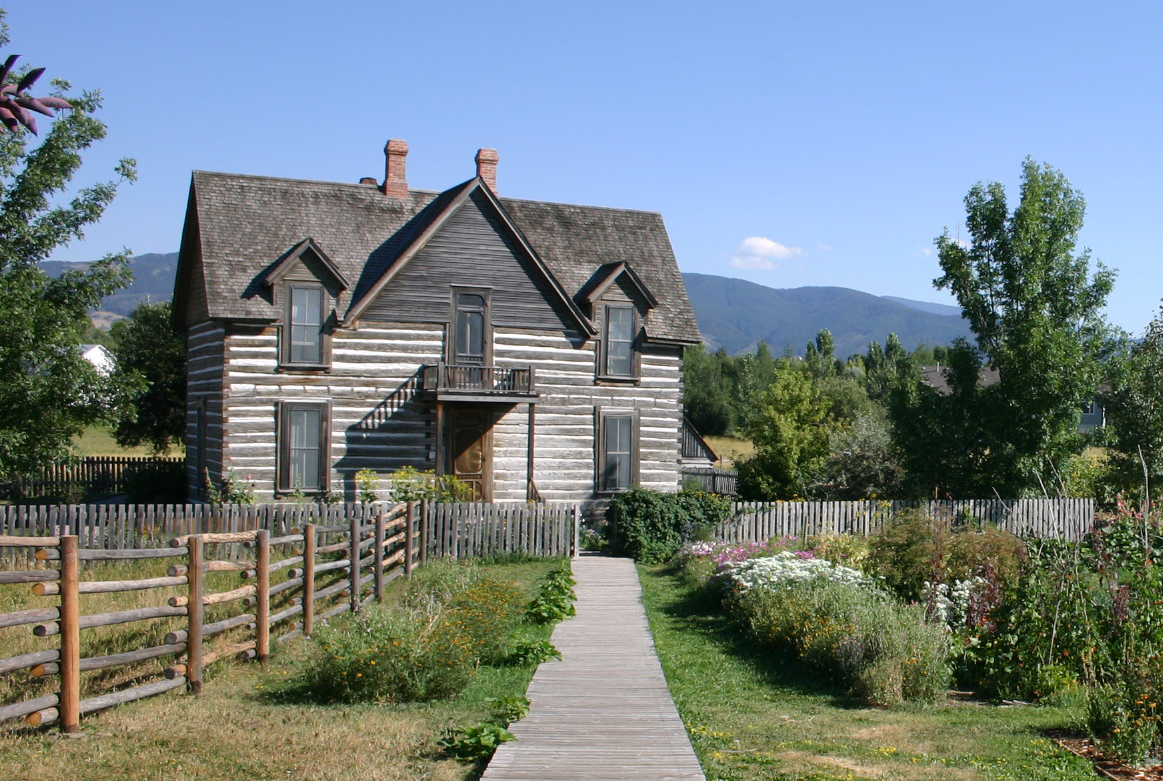
Будинок Тінслі

Музей вивчає не тільки палеонтологію. Також там зберігається предмети і інформація про американські племена індіанців, а також про різні епохи історії Монтани, сліди людської діяльності, фольклор і все подібне.

### Будинок Тінслі
Будинок Тінслі належить музеєві і зберігається як предмет живої історії. Більш ніж 100 років будинок знаходився Віллоу-Крік, але в 1989 його перенесли на сьогоднішнє місце. Ця будівля містить багато старовинних предметів, які належали Тінслі — сім'ї, яка тікала на захід під час Громаданської Війни в США.

## Палеонтологія
Найбільше музей славиться колекцією динозаврів. Тут знаходиться MOR 3027 один з найбільших Трицератопсів. В музеєві знаходиться 13 екземплярів Тиранозавра, зокрема один з найбільших — MOR 980 «Peck's Rex», також MOR 555 «Wankel Rex», який є першим Тиранозавром, у якого були виявлені передні кінцівки, MOR 1125 «B-Rex» є єдиним Тиранозавром, у якого вдалося визначити стать, відновивши м'яку тканину в стегновій кістці, така тканина з'являється у птахів, коли вони мають відкладати яйця, таким чином B-Rex є самкою.

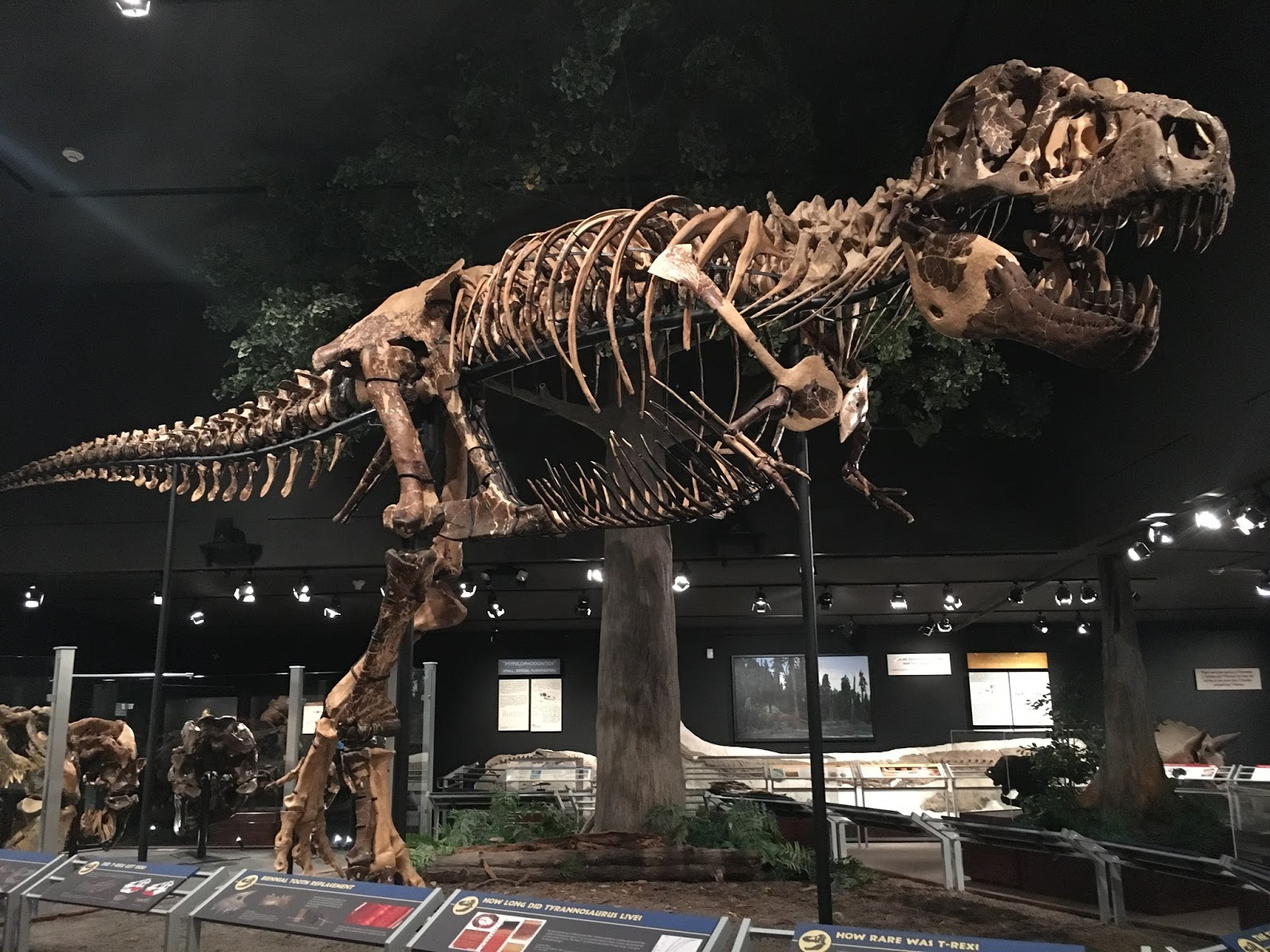
MOR 980 «Peck's Rex»

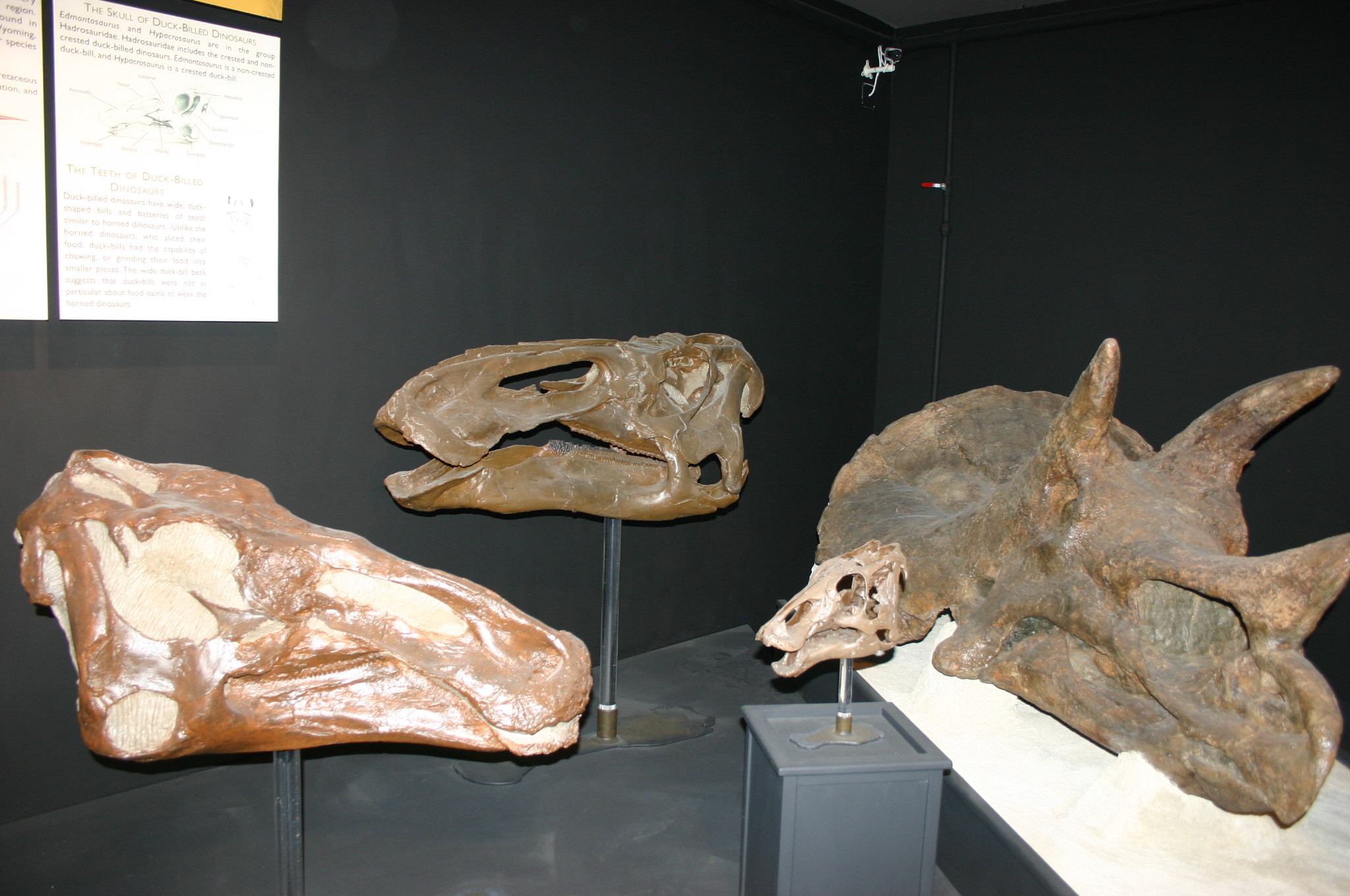
Качкодзьобі динозаври та черепи трицератопса.

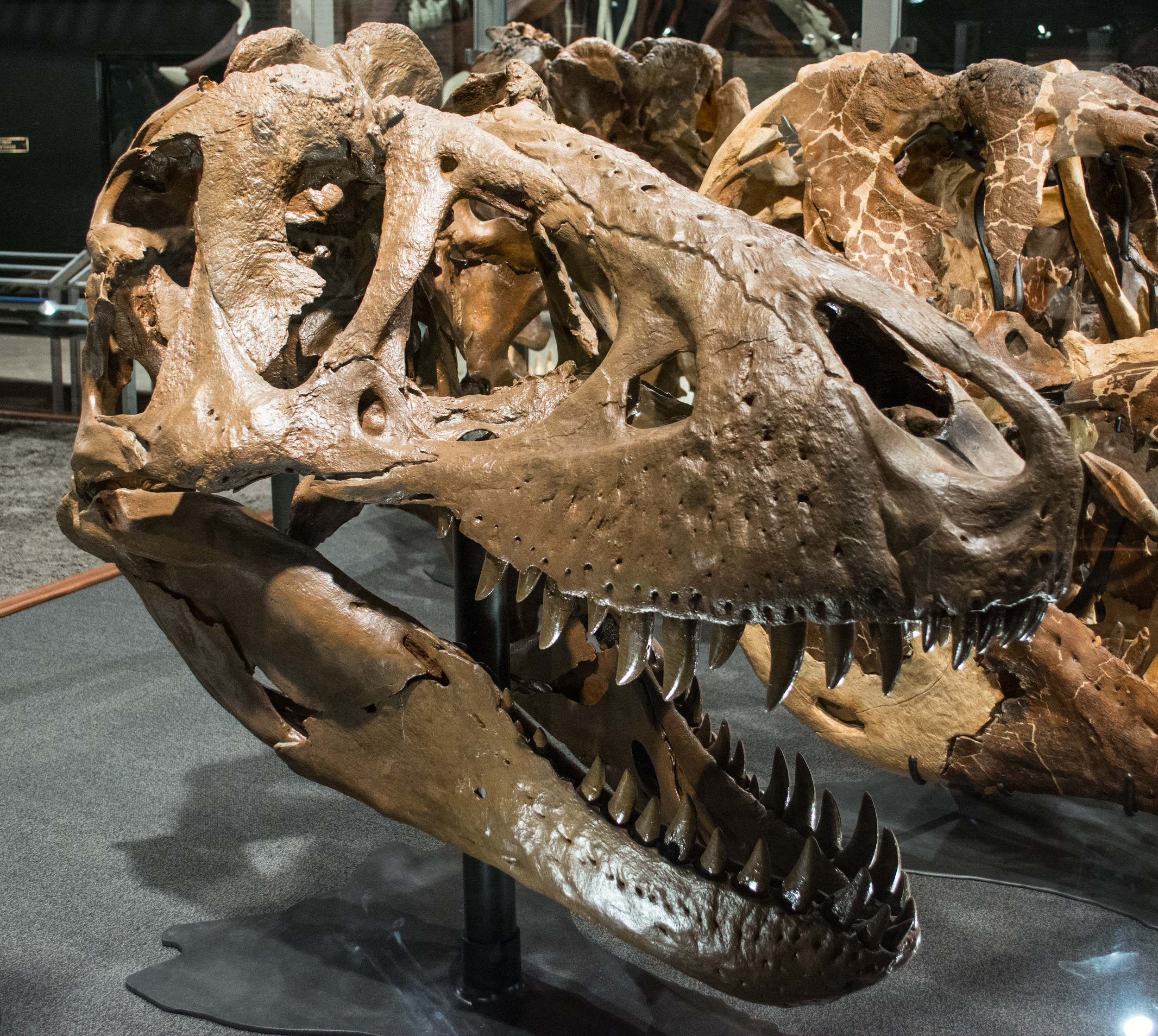
Череп MOR 1125 «B-Rex»

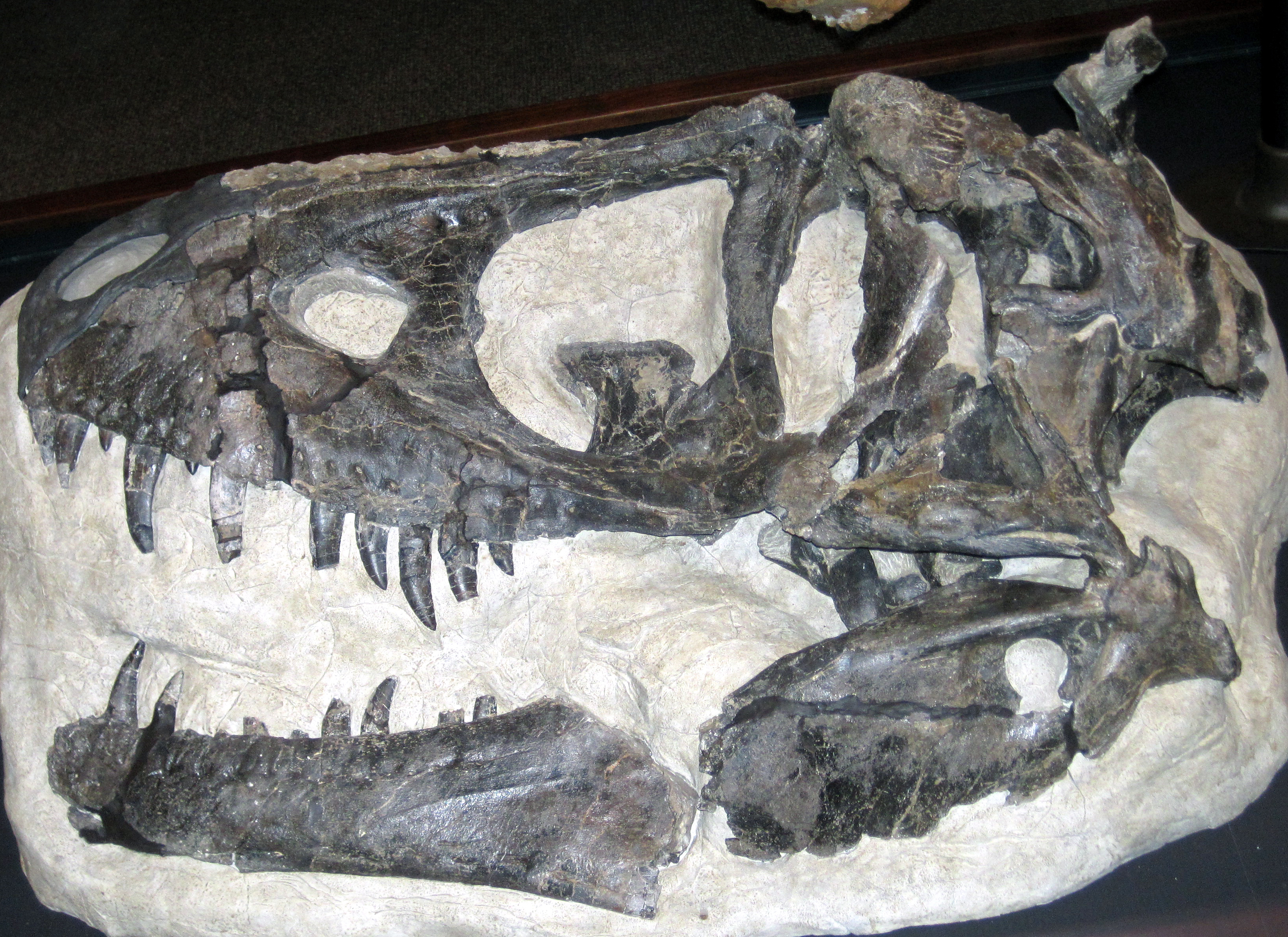
MOR 590 — голотип D. horneri

Тут також знаходяться усі екземпляри Daspletosaurus horneri, виду який раніше вважався переходом між Дасплетозавром і Тиранозавром, проте він просто виявився потомком Daspletosaurus torosus.
В музеєві знаходиться череп MOR 008, який можливо був найбільшим черепом Тиранозавра, довжиною в 1,5 метра, конкуруючи з FMNH PR 2081 «Сью».
У 2008 році музей увійшов до складу консорціуму, який отримав мобільну палеонтологічну лабораторію, яка допомагає дослідникам, дозволяючи хімічно аналізувати скам'янілості ще у полі, щоб уникнути деградації.

## Інтернет-ресурси
Вікісховище має мультимедійні дані за темою: Музей Скелястих Гір
- Museum of the Rockies official website
- Oficiální stránky muzea